# كريم محمد مأمون
كريم محمد مأمون مواليد 9 أبريل 1991 في القاهرة، هو لاعب كرة مضرب مصري يلعب باليد اليمنى ويحتل حالياً المرتبة رقم. 238 (8 يناير 2018) في تصنيف رابطة محترفي كرة المضرب. أعلى تصنيف له في الفردي كان المركز الـ 225 في سنة 2017. أعلى تصنيف له في الزوجي كان المركز الـ 224 في سنة 2016.

## روابط خارجية
- كريم محمد مأمون على موقع رابطة محترفي التنس (الإنجليزية)
- كريم محمد مأمون على موقع الاتحاد الدولي لكرة المضرب (الإنجليزية)
- كريم محمد مأمون على موقع كأس ديفيز (الإنجليزية)
- كريم محمد مأمون على موقع خلاصة التنس.كوم (الإنجليزية)
- كريم محمد مأمون على موقع إي إس بي إن.كوم (الإنجليزية)